# 662

## Nașteri
- dată necunoscută: Kakinomoto no Hitomaro poet japonez (d. 710)

## Decese
- 13 august: Maxim Mărturisitorul  (n. 579)
- dată necunoscută: Godepert al longobarzilor  (n. 645)
- dată necunoscută: Ago de Friuli  (n. ?)